# David Marshall Grant
David Marshall Grant (Westport, 21 giugno 1955) è un attore, sceneggiatore e produttore televisivo statunitense.

## Filmografia parziale

### Attore

#### Cinema
- Air America, regia di Roger Spottiswoode (1990)
- Amore per sempre (Forever Young), regia di Steve Miner (1992)
- The Rock, regia di Michael Bay (1996)
- L'ultimo appello (The Chamber), regia di James Foley (1996)
- La donna perfetta (The Stepford Wives), regia di Frank Oz (2004)
- Il diavolo veste Prada (The Devil Wears Prada), regia di David Frankel (2006)
- La sedia del diavolo (The Devil's Chair), regia di Adam Mason (2006)
- Spoiler Alert, regia di Jim Parsons (2022)

#### Televisione
- American Playhouse – serie TV (1984)
- Improbabili amori (Labor of Love), regia di Karen Arthur– film TV (1998)
- Alias - serie TV, 2 episodi (2005)
- Morte e altri dettagli (Death and Other Details) – serie TV, 8 episodi (2024)

### Produttore
- Brothers & Sisters – serie TV (2007-2011)
- Smash – serie TV (2012)
- Looking – serie TV (2014-2015)

## Doppiatori italiani
Nelle versioni in italiano delle opere in cui ha recitato, David Marshall Grant è stato doppiato da:
- Gianni Giuliano ne La donna perfetta, Morte e altri dettagli
- Vittorio Guerrieri in Bat*21
- Oliviero Dinelli in Air America
- Massimo Rinaldi in Amore per sempre
- Edoardo Nordio in The Rock
- Sergio Di Giulio in CSI: Miami
- Claudio Moneta in Law & Order: Criminal Intent
- Massimo Lodolo in Alias
- Sergio Di Stefano in Il diavolo veste Prada
- Roberto Certomà in Air America (ridoppiaggio)